# Hans Abrahamsen

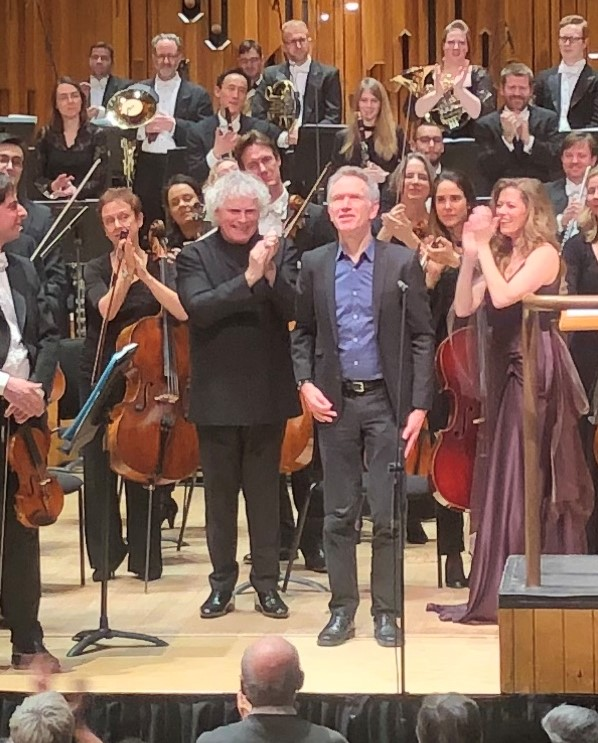
Hans Abrahamsen (Mitte) mit Simon Rattle (Links) und Barbara Hannigan (Rechts) am 10. Januar 2019 in London

Hans Abrahamsen (* 23. Dezember 1952 in Lyngby, Dänemark) ist ein dänischer Komponist und Musikpädagoge. Er gilt als eine der profiliertesten Persönlichkeiten der skandinavischen Gegenwartsmusik. Zu Beginn seines Wirkens wurde er der Neuen Einfachheit zugeordnet. Im Laufe der Zeit entwickelte er einen eigenen Kompositionsstil.

## Leben
Hans Abrahamsen hatte während seiner Schulzeit Hornunterricht. Seine Begeisterung für Neue Musik wurde schon zu dieser Zeit geweckt. Durch Vorträge an der örtlichen Bibliothek und durch ältere Mitschüler lernte er die Werke Per Nørgårds, Pelle Gudmundsen-Holmgreens und Henning Christiansens kennen. Ab 1969 studierte er Horn bei Ingbert Michelsen am Det Kongelige Danske Musikkonservatorium in Kopenhagen. Seine älteste gedruckte Komposition, October, stammt aus dem Jahr 1969. Es war die Klavierbearbeitung einer Komposition für Horn und Klavier, die er für eine Veranstaltung am Konservatorium geschrieben hatte. Er war Mitglied der Lyngby Ung Tonekunst LUT [Junge Tonkunst Lyngby], die er 1969 gemeinsam mit seinem Kollegen und Schulfreund Svend Aaquist Johansen gegründet hatte. Ab 1970 nahm er Kompositionsunterricht bei Niels Viggo Bentzon. 1971 wechselte er an Det Jyske Musikkonservatorium in Aarhus. Hornunterricht hatte er jetzt bei Bjørn Fosdal, und Pelle Gudmundsen-Holmgreen war sein Kompositionslehrer. In den Jahren 1975 bis 1981 setzte er sein Studium an Det Kongelige Danske Musikkonservatorium fort, wo er bei Yngve Jan Trede und Bjørn Hjelmborg Musiktheorie und Musikgeschichte belegte. Bei Per Nørgård und György Ligeti nahm er privaten Kompositionsunterricht.
Abrahamsen hatte mehrere Lehraufträge inne. Von 1979 bis 1981 lehrte er Musiktheorie an Det Kongelige Danske Musikkonservatorium. Von 1982 bis 1985 und von 1990 bis 1995 war er dort Kompositionslehrer. Von 1982 bis 1987 lehrte er Instrumentierung. Neben weiteren Lehraufträgen war er künstlerischer Leiter mehrerer Ensembles, so von 1988 bis 1992 künstlerischer Leiter des Esbjerg Ensembles. Seit 1995 unterrichtet er Komposition an Det Kongelige Danske Musikkonservatorium.  Seit 1. Januar 2018 ist er Honorarprofessor an Det Kongelige Danske Musikkonservatorium und wurde mit einem Fünfjahresvertrag ausgestattet. Seit 2019 ist Hans Abrahamsen Oliver Knussen Chair of Composition an der Royal Academy of Music in London.

## Werke (Auswahl)

### October
Es ist das erste von Abrahamsen selbst komponierte Stück, das er selbst öffentlich aufführte – zunächst als Fassung für Horn und Klavier linke Hand. Die Uraufführung fand im Jahr 1969 statt. Später publizierte er es als Klavierfassung.

### Symfoni
Abrahamsen schrieb die Sinfonie 1974. Sie besteht aus zwei Sätzen: I Allegro II Sostenuto calmo. Eingespielt wurde das Werk vom Orchester von Det Jyske Musikkonservatorium in Aarhus unter Ole Schmidt (1928–2010) und auf der CD Danish Orchestral Works beim Label Kontrapunkt am 1. Januar 2010 veröffentlicht.

### Stratifications
Abrahamsen komponierte das Werk zwischen 1973 und 1975. Uraufgeführt wurde es beim Young Nordic Music Festival 1977 in Reykjavík vom Isländischen Sinfonieorchester. Es wurde vom Dänischen Radio-Sinfonieorchester unter der Leitung von Thomas Dausgaard eingespielt und auf der CD Hans Abrahamsen: Orchestral Works am 31. Januar 2005 beim Label DACAPO veröffentlicht.

### Winternacht
Hans Abrahamsen komponierte Winternacht zwischen 1976 und 1978. Der Titel entstammt einem Gedicht Georg Trakls. Das Werk besteht aus vier Sätzen. Der erste und der vierte Satz sind Georg Trakl gewidmet, der zweite M. C. Escher, der dritte Satz Igor Strawinsky. Es ist für sieben Instrumente komponiert: Flöte, A-Klarinette, Cornet a pistons, Horn in F, Klavier, Violine und Violoncello. 1987 bearbeitete er das Werk und es entstand eine zweite Fassung für Flöte, Klarinette, Schlagzeug, Banjo, Gitarre, Klavier, Violine und Violoncello. Eingespielt wurde das Werk von der US-amerikanischen Sopranistin Lucy Shelton und dem Ensemble Speculum Musicae unter der Leitung des US-amerikanischen Dirigenten William Purvis (* 1948) auf der CD Speculum Musicae Plays the New Danes [Speculum Musicae spielt die neuen Dänen] beim Label Bridge.

### Nacht und Trompeten
Das Orchesterwerk Abrahamsens wurde Hans Werner Henze gewidmet, auf dessen Anregung das Stück als Auftragswerk für die Berliner Philharmoniker entstand. Er komponierte es im Sommer und Herbst 1981 in Rom. Das Werk besteht aus drei Sätzen Die Uraufführung durch das Orchester unter Henze fand am 25. März 1982 in Berlin statt. Es wurde vom Dänischen Radio-Sinfonieorchester unter der Leitung von Thomas Dausgaard eingespielt und auf der CD Hans Abrahamsen: Orchestral Works am 31. Januar 2005 beim Label DACAPO veröffentlicht.

### Festival Prelude
Als Auftragswerk für das Dänische Radiosinfonieorchester zum 75. Jahrestag der Gründung des Klangkörpers, bearbeitete Abrahamsen ein Festpräludium für Klavier von Carl Nielsen aus dem Jahr 1900 und widmete es dem Orchester. Es wurde von diesem am 11. Januar 2001 uraufgeführt.

### Fire Stykker for Orkester
I In sehr langsamer Zeit, immer ausdrucksvoll II Stürmisch, bewegt III Fliessend und unruhig (wie ein Scherzofragment) IV Sehr langsam.
Die Vier Stücke für Orchester sind Orchesterbearbeitungen von vier in den 1980ern entstandenen Studien für Klavier für ein großes Sinfonieorchester. Die Stücke sind keine Bearbeitungen im engeren Sinn, sondern eigentlich Neukompositionen. Im Orchester benutzt er Wagnertuben, Basstrompete, Gitarre, Mandoline und wie in Gustav Mahlers 6. Sinfonie und den Drei Orchesterstücken von Alban Berg einen Hammer. Das Werk wurde am 2. September 2004 im Radiohusets Koncertsal in Kopenhagen uraufgeführt. Eingespielt wurde das Werk vom WDR Sinfonieorchester Köln unter Jonathan Stockhammer auf der am 1. Februar 2015 veröffentlichten CD Hans Abrahamsen: Zählen und Erzählen.

### Schnee
Die Komposition besteht aus 10 Kanons für neun Instrumente. Die Instrumente sind in zwei Gruppen unterteilt. Die erste Gruppe besteht aus Klavier I, Violine, Viola und Violoncello, die zweite aus Klavier II (Pianino), Flöte, Oboe und Klarinette. Auch zur räumlichen Aufstellung bei der Aufführung gibt es Vorgaben. Links befindet sich die erste Gruppe, rechts die zweite, dazwischen das Schlagzeug. Die Uraufführung fand am 7. Mai 2008 auf den Wittener Tagen für neue Kammermusik statt. Aufgeführt wurde es vom Ensemble recherche.

### Ten Sinfonias
Abrahamsen überarbeitete sein 1. Streichquartett 10 Preludes from the spring 1973 als Orchesterfassung. Er benannte das Werk nach der barocken Sinfonia. Das Isländische Sinfonieorchester und Danmarks Underholdningsorkester beauftragten ihn mit der Komposition. In Reykjavík wurde das Werk vom Isländischen Sinfonieorchester unter Ilan Volkov am 26. Januar 2012 uraufgeführt.

### Doppelkonzert für Klavier, Violine und Streicher
Abrahamsen komponierte das Werk in den Jahren 2010 und 2011 als Auftragswerk von Det Kongelige Kapel und Svenska Kammarorkestern. Es besitzt die Sätze: I Sehr langsahm und ausdrucksvoll II Schnell und unruhig III Langsam und melancholisch  IV Lebhaft und Zittern. Uraufgeführt wurde es am 9. Oktober 2011 in der Königlichen Oper in Kopenhagen. Ausführende waren die lettische Violinistin Baiba Skride, ihre jüngere Schwester, die Pianistin Lauma Skride mit Det Kongelige Kapel unter der Leitung von André de Ridder. Gewidmet hat Abrahamsen das Werk Baiba und Lauma Skride, Wiebke Busch und André de Ridder.

### Children’s Corner
Children’s Corner ist eine Orchesterfassung des Klavierwerks von Claude Debussy. Die niederländische Radio Kamer Filharmonie RKF beauftragte Abrahamsen mit der Orchestrierung zum einhundertfünfzigsten Geburtstag Debussys. Nach der Fertigstellung 2011 wurde das Werk am 17. Februar 2012 im Musikzentrum Vredenburg in Utrecht vom RKF unter der Leitung ihres Chefdirigenten Michael Schønwandt uraufgeführt. Es folgte eine weitere Aufführung am 19. Februar 2012 im Concertgebouw in Amsterdam. Abrahamsen widmete das Werk der in Lübeck geborenen, dänischen Pianistin Amalie Malling (* 1948).

### Let me tell you
Let me tell you ist ein Monodrama für Sopran und Orchester. Es entstand 2013 Dieses Werk wurde von The Guardian am 12. September 2019 als das beste Werk klassischer Musik bezeichnet, das im 21. Jahrhundert bis dato entstanden ist (best classical music work of the 21st century) bezeichnet.

### Commotio
Das Werk ist eine Orchesterbearbeitung von Carl Nielsens gleichnamigen Orgelwerk mit der Opuszahl 68. Es entstand 2012 und wurde zum 150. Geburtsjahr Nielsens am 26. Februar 2015 von Copenhagen Phil unter Michael Schønwandt aufgeführt. ISBN 978-87-598-2643-0.

### Bamberger Tanz
Diese Komposition für Sinfonieorchester ist ein Auftragswerk der Bamberger Sinfoniker im Rahmen des The Bamberg Symphony encore! Project. Das Werk wurde am 7. Februar 2015 von den Bamberger Sinfonikern unter ihrem Chefdirigenten Jonathan Nott im Joseph-Keilbert-Saal in Bamberg uraufgeführt. Bernhard Ruske bezeichnete in seiner Kritik in der Frankfurter Rundschau das in einem Gastkonzert der Bamberger Sinfoniker unter Jonathan Nott am 8. Februar in der Alten Oper Frankfurt als Zugabe gegebene Stück als minimalhaftes-Walzergschiebe, das fürs unkonventionelle Orchester-Image bestimmt gut ist.

### Left Alone
Hans Abrahamsen schrieb das Werk in der Tradition der Klavierkonzerte für linke Hand von Maurice Ravel und anderen Komponisten. Es besteht aus Teilen mit je drei Sätzen. Das Werk ist ein Auftragswerk für das WDR Sinfonieorchester. Mitauftraggeber waren das City of Birmingham Symphony Orchestra, das Dänische Radiosinfonieorchester und Rotterdams Philharmonisch Orkest. Geschrieben wurde das Werk für den Pianisten Alexandre Tharaud. Das Werk wurde von Tharaud und dem WDR Sinfonieorchester unter Ilan Volkov am 29. Januar 2016 in der Kölner Philharmonie uraufgeführt. Tharaud spielte das Werk mit dem Rotterdam Philharmonic Orchestra unter der Leitung von Yannick Nézet-Séguin ein. Die Aufnahme erschien auf einer CD mit zwei weiteren Klavierkonzerten des 21. Jahrhunderts am 17. Januar 2020 beim Label Erato.

### Three Pieces for Orchestra
Auch diese drei Stücke (I Boogie-Woogie II For the Children III Blues) sind weitere Bearbeitungen der zehn Klavierstudien aus den 1980ern, deren erste drei er schon 2004 orchestriert hatte. Erarbeitet im Jahr 2017 wurden sie am 26. Mai 2018 von den Berliner Philharmonikern unter Sir Simon Rattle in der Berliner Philharmonie uraufgeführt.

### Snedronningen – The Snow Queen [Die Schneekönigin]
The Snow Queen ist eine Oper nach Hans Christian Andersens Märchen Die Schneekönigin. Die Uraufführung des orchestralen Exzerpts Drei Märchenbilder aus der Schneekönigin fand am 21. September 2018 in München mit dem Bayerischen Staatsorchester unter der Leitung von Constantinos Carydis statt. Die gesamte Oper wurde am 13. Oktober 2019 in Kopenhagen in einer dänischen Fassung uraufgeführt, am 21. Dezember 2019 erklang sie an der Bayerischen Staatsoper erstmals in der englischen Version.

### Konzert für Horn und Orchester
Das Konzert ist ein Auftragswerk der Stiftung Berliner Philharmoniker, Mitauftraggeber waren das NHK Symphony Orchestra, die NTR Zaterdag Matinee, die Seattle Symphony und das Auckland Philharmonia Orchestra. Es wurde am 29. Januar 2020 in Berlin von den Berliner Philharmonikern unter Leitung von Paavo Järvi mit Stefan Dohr als Solohornisten uraufgeführt.

### 10 Stykker for Orkester
Am 2. September 2021 fand die Welturaufführung der 10 Stücke für Orchester statt. Das Dänische Radio-Sinfonieorchester spielte im Konzerthaus Kopenhagen unter der Leitung seines Chefdirigenten Fabio Luisi. Das Werk ist eine Kombination der 4 Stücke für Orchester und der 3 Stücke für Orchester mit drei neu komponierten Stücken.
I. Teil (entstanden zwischen 2000 und 2003): I In sehr langsamer Zeit, immer ausdrucksvoll II Stürmisch bewegt III Fliessend und unruhig, wie ein Scherzofragment IV Sehr langsam. II. Teil (entstanden zwischen 2014 und 2017): V With a restless and painful expression VI Calmly moving VII Heavy III.Teil (entstanden 2019 bis 2020): VIII Fluide et mystérieux, très calme IX Vite et scintillante IV. Teil (entstanden 2019 bis 2020): X Adagio molto espressivo

### Weitere Werke
- Skum [Schaum] für großes Orchester, 1970
- EEC sats für großes Orchester, Sinfonie in C, ursprünglich Satz gegen die Europäische Wirtschaftsgemeinschaft EEC, 1972
- Winternacht
- 4 Streichquartette (Nr. 1: 1973; Nr. 2: 1981; Nr. 3: 2008; Nr. 4: 2012)
- 10 Klavierstudien
- Herbstlied, Text:  Rainer Maria Rilke
- Klavierkonzert, 2000
- Wald für 15 Instrumentalisten, 2009

## Preise und Auszeichnungen
- 1982 Nominierung für den Musikpreis des Nordischen Rates für Winternacht[17]
- 1989 Hæderspris des Carl Nielsen og Anne Marie Carl-Nielsens Legat[18][19]
- 1998 Komponistenpreis der Edition Wilhelm Hansen[18][19]
- 2010 Nominierung für den Musikpreis des Nordischen Rates für Schnee[18]
- 2014 Royal Philharmonic Society Music Award, Kategorie Large Scale Composition für Let me tell You[20]
- 2016 Grawemeyer Award for Music Composition für Let me tell You
- 2016 Musikpreis des Nordischen Rates für Let me tell You[21][22]
- 2019 Léonie-Sonning-Musikpreis
- Statens Kunstfonds livsvarige ydelse[18].

## Bekannte Schüler
- Simon Steen-Andersen, Kompositionsschüler in Kopenhagen
- Knut Vaage war von 1995 bis 1997 ein Privatschüler
- Paul Mealor (* 25. November 1975), Kompositionsschüler, 1998 bis 1999 in Kopenhagen[23]

- Jesper Koch (* 1967) an Det Kongelige Danske Musikkonservatorium[24]